# Obaland Awards
Obaland Awards è un importante premio nigeriano, paragonabile per blasone ai Grammy Awards americani. Organizzato annualmente dall’Obaland Academy, istituito dal monarca, Ewuare II e da I suoi 45 ministri e funzionari per premiare con onorificenze tutti coloro che si sono distinti nel campo delle arti, musica, funzionari pubblici dello stato, organizzazioni umanitarie. Il premio è stato istituito con il Ministero della Cultura e dalla Commissione Intrattenimento ERF Inc. di Benin City. L’inaugurazione di tale premio si è svolta il 7 febbraio 2018 alla presenza di numerose personalità.

## Categorie
Obaland Awards è diviso in 2 categorie di onorificenze: Obaland Royal Awards destinata a consegnare le onorificenze più elevate a personaggi di calibro internazionale e Obaland Music Awards destinato a premiare gli artisti musicali nazionali nigeriani.

## Lista vincitori per l’anno 2018

### Obaland Royal Awards 2018
- Queen Ifrica - Montego Bay  - Best Female Humanitarian, Best International female Reggae artist- 2018, Mother of good message (Honor)
- Jah Cure - The Cure - Most played in Benin city 2018 (Honor)
- Chronixx - Chronology - Best Obaland Artist -2018 (Honor)
- Capleton - More Fire  - Best Obaland Reggae legend -  (Honor)
- Damian Marley - Stony Hill - Best song of King Ewuare II  & wives - (Honor)
- Shatta Wale - Shatta Story - Best song of King Ewuare II -  (Honour)
- Ziggy Marley -Ziggy Marley (Most famous Artist in Benin city) - (Honor)
- The Mandators - Power of the People - Africa Reggae Legend - (Honor)
- Busy Signal - Reggae Music Again - Most inspiring artiste in Africa (Honor)
- Sean Paul - Dutty Rock - Most famous Dancehall legend in Africa -  (Honor)
- Jah9 - 9 -  International Best Female reggae artist  (Honour)
- Christopher Martin - Big Deal - Best Inspiring Artist -  (Honor)
- Romain Virgo – Lifted - Best lovers rock singer  (Honor)
- Anthony B -   Most downloaded Reggae in Benin City - Honour
- Sizzla: Rastafari - Jamaica most played artist in Edo State - (Honor)
- Matthew Iduoriyekemwen – Best Edo State Philanthropist - (Honor)
- Capt. Dr. Hosa Wells Okunbo JP – Edo State Peace Ambassador - Honor
- Ben Priest – Yes You Can - Nigeria best reggae songwriter   -(Honor)[4]
- Winning Jah – To Whom It May Concern -  Best Edo state/Diaspora Philanthropist, Best Africa reggae artiste -2018 (Honor)
- Dyckoy- Gbogbotigbo -  Africa Best Rapper- (Honor)
- Naxis Dg– Ese - Best Nigeria Afrobeat song writer - Honors
- Daddy Fresh- Thank You Jehova - Africa best vocal -- (Honor)
- Eedris Abdulkareem- Africa Best Peace Activist - (Honor)
- Megalpoint TV – Best Diaspora Entertainment Company (Torino) - (Honor)
- Sonia Aimy – Edo State/Diaspora Best female humanitarian- (Honor)
- OBA Of Benin – Ewuare II of Benin - Father of the year - (Honor)
- Lucky Omosigho (Obaland Magazine) Best reporter  (Honour)
- Stephen Marley - Made In Africa ft. Wale, The Cast of Fela -(Best Educating Reggae Artist)  (Honour)
- Maja Spencer-  Best Inspiring author, best serbian singer 2018 (Honor)
- VP Records - Best International record label -2018 (Honor)
- Oligbese - Nigeria Best artist manager 2018 (Honour)
- Amb. Osayomore Joseph - Best Africa Highlife musician 2018 (Honor)
- Seun Kuti- Nigeria best Afrobeat, Africa most creative singer- 2018 (Honor)
- Evi Edna Ogholi - Happy Birthday - Africa best female reggae legend -2018 (Honor)
- King Wadada - OMINIPOTENT GOD - Best Gospel Reggae 2018 (Honor)
- Rymzo - SHOW SOME LOVE - Best African acoustic reggae singer (Honor)
- Sir Victor Uwaifo - Best Africa music legend 2018 (Honor)
- Reggaeville.com - Best online Reggae magazine  - (Honor)